# Uagadugu
Uagadugu (em francês: Ouagadougou) é a capital e maior cidade do Burquina Fasso, situando-se na província de Kadiogo e contando com cerca de 1,4 milhão de habitantes. Trata-se de uma cidade muito antiga, que foi o centro do estado mossi nos séculos XIV e XV e que foi ocupada pelos franceses, em 1896. Tornou-se capital do Alto Volta entre os anos de 1919 e 1932 e de Burquina Fasso desde que este país mudou o nome, em 1984.

## Governo
As primeiras eleições municipais foram realizadas em 1956. A cidade é governada por um prefeito, que é eleito com um mandato de cinco anos, junto com dois conselheiros e 90 vereadores.

## Cultura

### Eventos regulares
A cada dois anos, desde 1969, acontece em Uagadugu o festival pan-africano de cinema e televisão FESPACO, para o qual viajam fãs de cinema de todo o mundo. Em alternância acontece a feira de artesanato, o SIAO. Uma vez por ano, há o festival internacional de teatro Les Récréatrales e a grande Corrida de Ciclomotores (RAMO), no qual especialmente jovens participam.

## Economia
As indústrias primárias de Uagadugu são o processamento de alimentos e têxteis. A cidade é servida por um aeroporto internacional, tendo também um grande mercado a céu aberto, um dos maiores mercados da África Ocidental, que sofreu um grande incêndio em 2003 e permanece fechado.

## Etimologia
O nome Uagadugu tem origem entre os povos Mossi, grupo étnico majoritário do país. A região era originalmente conhecida como Kumbee-Tenga, que significa "terra dos príncipes" em língua mossi.
No século XV, após disputas entre os grupos Yonyonse e Ninsi, o chefe Yonyonse chamado Wubri estabeleceu seu domínio na região e renomeou-a como Wogodogo, termo que pode ser traduzido como "onde as pessoas recebem honra e respeito".
Com a colonização francesa, a palavra foi transliterada para o francês como Ouagadougou, forma que permanece na grafia oficial em francês, enquanto a forma aportuguesada Uagadugu é utilizada em alguns contextos lusófonos.

## Cidades-irmãs
Uagadugu é geminada com:
| - Quebeque, Canadá - Lyon, França - Grenoble, França - Turim, Itália | - San Miniato, Itália - Leuze-en-Hainaut, Bélgica - Kuwait, Kuwait - Taipé, Taiuã |